# Paul Maas (botanicus)
Paul Maas (Arnhem, 27 februari 1939) is een Nederlands botanicus die is gespecialiseerd in de flora van de neotropen.
Van 1957 tot 1965 studeerde hij biologie aan de Rijksuniversiteit Utrecht. Tijdens het cursusjaar 1961/62 was hij student-assistent en in 1965 werd hij stafmedewerker bij het Instituut voor Systematische Plantkunde van de universiteit dat onder leiding stond van prof. Lanjouw (1902-1984). In de jaren 1964-65, 1971-72, en 1974 deed hij botanisch veldwerk in het Neotropisch gebied (met name Midden- en Zuid-Amerika). In 1973 promoveerde Maas op een proefschrift over de neotropische vertegenwoordigers van wat nu de familie Costaceae is, een onderwerp waaraan hij al in 1962 begonnen was, met het herzien van deze groep als beschreven in de Flora of Suriname.
Later volgde hij Lanjouw en Pulle op als hoogleraar aan de faculteit biologie van de Utrechtse universiteit en als directeur van het Instituut voor Systematische Plantkunde dat in 1999 opging in het Nationaal Herbarium Nederland (NHN). Binnen het NHN is de Utrechtse afdeling gespecialiseerd in Zuid-Amerikaanse flora.
Ter gelegenheid van zijn emeritaat in 2004 werd voor hem het symposium "Consequences of the New Angiosperm Phylogeny Group System" georganiseerd (APG).
In die periode werd ook duidelijk dat vanwege bezuinigingen hij bij de universiteit geen opvolger zou krijgen.
De laatste jaren hield hij zich voornamelijk bezig met de systematiek van de familie Annonaceae.
Een deel van zijn werk heeft hij samen gedaan met zijn echtgenote Hiltje Maas-van de Kamer, ook resulterend in samen geschreven boeken, met een nadruk op de curieuze planten die vroeger 'saprofyten' heetten, in families als Burmanniaceae, Gentianaceae en Triuridaceae. Het echtpaar participeert in de Flora Mesoamericana, een samenwerkingsproject dat is gericht op het in kaart brengen en beschrijven van de vaatplanten van Meso-Amerika. Ook heeft hij publicaties op zijn naam in de monografieënreeks Flora Neotropica. Hij is corresponderend lid van de American Society of Plant Taxonomists.